# Himmelstjärnen, Västmanland
Himmelstjärnen är en sjö i Ljusnarsbergs kommun i Västmanland och ingår i Norrströms huvudavrinningsområde. Sjöns area är 0,01 kvadratkilometer och den är belägen 287 meter över havet.